# Sepp Maier
Josef Dieter „Sepp“ Maier (* 28. února 1944 Metten, Bavorsko) je bývalý profesionální fotbalový brankář. Díky svým výjimečným reflexům měl přezdívku „Die Katze von Anzing“ (kočka z Anzingu).

## Fotbalová kariéra
Za národní tým hrál na čtyřech Mistrovstvích světa po sobě, celkově v národním dresu odehrál 95 zápasů.
Celou svou hráčskou kariéru odehrál v jednom klubu, v Bayernu Mnichov. V jeho dresu čtyřikrát získal titul v Bundeslize a třikrát titul v PMEZ. Během let 1966 až 1977 nepřetržitě odehrál 422 zápasů, čímž stanovil německý národní rekord.
V anketě Zlatý míč, která hledala nejlepšího fotbalistu Evropy, se roku 1975 umístil na pátém místě. V letech 1975, 1977 a 1978 získal v Západním Německu ocenění Fotbalista roku. Pelé ho roku 2004 zařadil mezi 125 nejlepších žijících fotbalistů.

## Úspěchy
- Bundesliga: 1969, 1972, 1973, 1974
- Německý pohár: 1966, 1967, 1969, 1971
- Liga mistrů: 1974, 1975, 1976
- Pohár vítězů pohárů: 1967
- Interkontinentální pohár: 1976
- Mistrovství světa ve fotbale 1974
- Mistrovství Evropy ve fotbale 1972